# Alcázar de Colombo

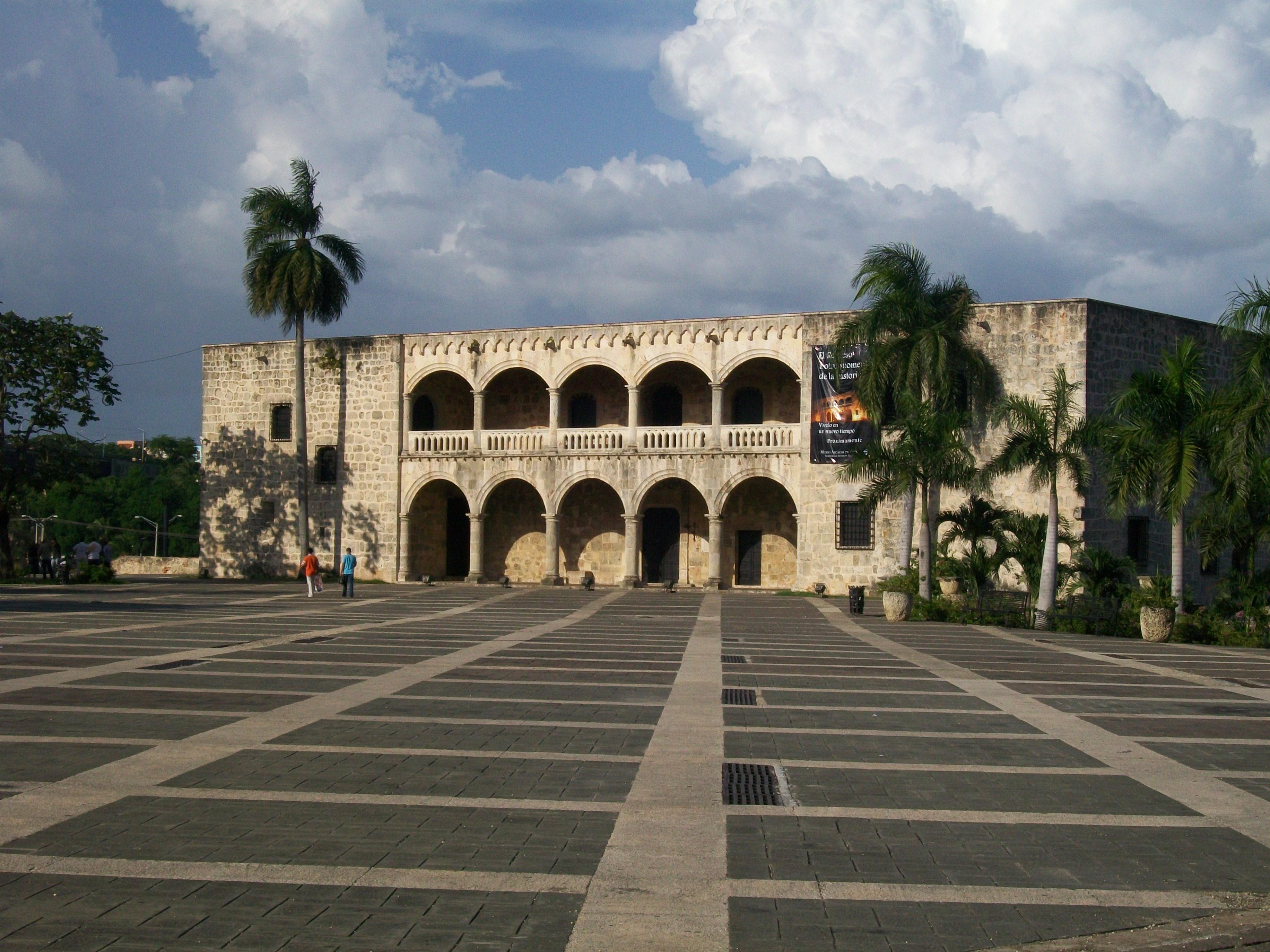
Vista do alcázar

O Alcázar de Colombo (em castelhano: Alcázar de Colón ou Palacio Virreinal de Don Diego Colón) é um palácio construído do século XVI localizado em São Domingos, na República Dominicana. Foi erigido por Diogo Colombo, filho do navegador Cristóvão Colombo. Atualmente é um museu e faz parte do sítio "Cidade Colonial de São Domingos" declarado em 1990 Património Mundial da UNESCO.

## História
Diogo Colombo, filho primogênito de Cristóvão, chegou a Santo Domingo em 1509, acompanhado de sua mulher, Maria Álvarez de Toledo. Diogo havia sido enviado à América por Fernando o Católico como sucessor de Nicolás de Ovando no cargo de governador. Para sua moradia, mandou construir um palácio entre 1510 e 1514, utilizando rochas de coral como material. Ali viveu a família Colombo e nasceram quatro filhos do casal. Diogo morreu na Espanha em 1529, mas Maria Álvarez de Toledo continuou habitando a casa até sua morte em 1549. O imóvel continuou na posse da família até 1577.
Com o tempo o palácio foi abandonado e há notícias de que em 1776 estava em ruínas. Em 1783 o edifício parece ter servido de curral. Só em 1870 foi declarado patrimônio histórico, o que serviu para proteger as ruínas.

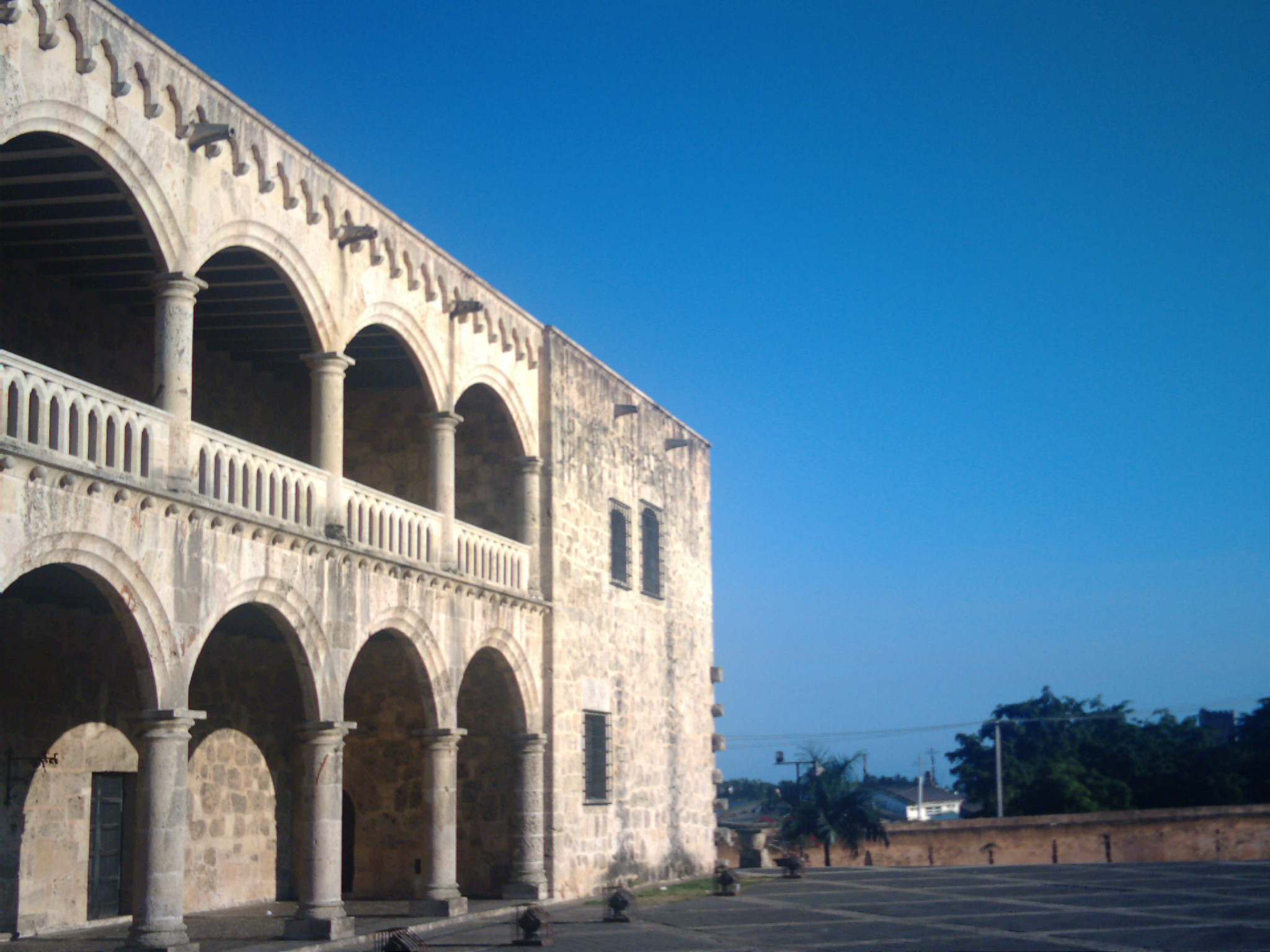
Fachada do alcázar

Entre 1955 e 1957 o governo dominicano encarregou o arquiteto espanhol Javier Barroso de restaurar o edifício, que o reconstruiu num estilo romântico. O interior foi redecorado com objetos antigos trazidos da Espanha e o palácio passou a ser um museu histórico.

## Características
O arquiteto do edifício em estilo gótico mudéjar é desconhecido. O mais chamativo do palácio são as lógias toscanas das fachadas, com cinco arcos no lado ocidental e seis no oriental. Atualmente encontra-se num estado muito diferente do original, tendo perdido um pátio (a praça de armas) e muitos edifícios de serviço que o rodeavam, como cavalariças, cozinha, quartel, paiol, armazéns etc. Dos 55 espaços internos originais do palácio, restam hoje 22.